# Парабобслей и параскелетон
Парабобслей и параскелетон — адаптация бобслея и скелетона для людей с инвалидностью. Развитием и управлением занимается Международная федерация бобслея и тобоггана.

## Международная арена
В сезоне 2014-2015 состоится первый кубок мира по парабобслею и параскелетону.
Первый этап в зачёте параскелетона состоялся в Парк-Сити (США) 18 ноября 2015 года. Тогда в заездах участвовали 6 спортсменов - четверо из США и по одному из Великобритании и Канады. Победителем стал англичанин Мэт Ричардсон.
На сезон 2014/15 запланированы четыре заезда в Кубке мира по параскелетону. Первые две гонки совмещены с Кубком Северной Америки по бобслею и скелетону в Парк-Сити и Калгари. Затем запланированы две гонки в Европе – во время этапов Кубка мира в Иглсе и Санкт-Морице.
В парабобслее первые заезды будут тестовыми. Они состоятся в Парк-Сити. А зачетные гонки в рамках Кубка мира пройдут в Иглсе и Санкт-Морице.

## Спортсмены
В соревнованиях принимают участие спортсмены с ослабленной вследствие болезни мышечной силой, спортсмены с ограничениями в движении, с отсутствием конечностей, с разницей длины ног (не менее 7 сантиметров) и гипертонией.
На старт допускаются только спортсмены, имеющие достаточный опыт и практику заездов. Этот показатель перед соревнованиями будут проверять квалифицированные тренеры.
Разрешается использование протезов, за исключением протезов выше колена в заездах монобобов с самостоятельным разгоном (по соображениям безопасности).
В парабобслее спортсмены будут поделены на два класса: один для тех, кто может сам разогнать монобоб, другой для тех, кто будет сразу сидеть в бобе. Для спортсменов из второго варианта парабобслея на старте будут находиться помощники, которые подвезут боб до фиксированной линии, после которой монобоб поедет вниз под силой тяжести.

## Экипировка
Спортсмены-паралимпийцы будут использовать монобобы, оснащенные специальным оборудованием, которое помогает управлять и тормозить бобом одному человеку. Также будут специальные скелетоны, отвечающие стандартам FIBT.
В гонках параскелетона все спортсмены будут использовать одну ногу для разгона.
Соревнования как в парабобслее, так и в параскелетоне не будут делиться по полу, все будут соревноваться вместе.